# Petula Clark
Petula Clark, nascuda Sally Olwen Clark, el 15 de novembre de 1932 a Epsom (Surrey), és una cantant, compositora i actriu britànica.
Durant la dècada de 1960-70, va tenir èxit internacional amb títols en francès o en anglès com «Downtown» (1965), «C'est ma chanson» (1967) «Chariot» (1962), «Ya ya twist» (1962) i «La Gadoue» (1966). Segons el lloc web del seu club de fans, les seves vendes superen els 68 millions de registres a tot el món.

## Biografia
El seu pare, Leslie Norman Clark, era anglès i la seva mare, Doris Phillips, gal·lesa. El seu nom complet és Petula Sally Olwen Clark. El seu pare va crear el seu primer nom fusionant-ne dos: Pet i Ulla.
Va entrar al món de l'espectacle als sis o set anys, guiada pel seu pare, infermer, com la seva mare, i que no sabia res d'aquest entorn. De molt jove va cantar a l'església parroquial i després, durant la Segona Guerra Mundial, quan tenia nou anys, va cantar en francès a la BBC.
El 1957 va ser convidada a cantar a l'Olympia i l'endemà Léon Cabat, president de Vogue Records, que distribueix els seus discos a França, li va oferir gravar en francès. Va ser allà on va conèixer Claude Wolff, responsable de premsa de Vogue. Es van casar l'any 1961 i des de llavors Wolff ha gestionat la carrera de la seva dona.
A la dècada de 1960 es va convertir en una gran estrella de la cançó de parla francesa, en particular interpretant Boris Vian i Gainsbourg. El seu període més pròsper va ser entre 1962 i 1968, gràcies a títols com «Garde-moi la dernière danse» (gravat en diferents idiomes), «Marin», «Romeo», «Le ya ya twist», «La nuit n'en finit plus», «Chariot » i «Downtown».
Va guanyar el Festivalbar el 1965. Va rebre la médaille de vermeil de la ville de Paris, el títol de Chevalier des Arts et Lettres, la de ciutadana honorària de diverses ciutats dels Estats Units i el 1998 va ser nomenada comandant de l'Orde de l'Imperi Britànic.
És la convidada d'honor i la padrina del Tour Rendez-vous avec les stars a partir del 18 d'octubre de 2014. Va fer el seu retorn a França a l'escenari de La Nuit de la déprime, el 12 de febrer de 2018. A finals del 2019, va reprendre el paper de la dona ocell al musical Mary Poppins al Prince Edward Theatre de Londres.
El març de 2020, la United Music Foundation publicà una edició de col·leccionista titulada A Valentine's Day Concert at the Royal Albert Hall, que incloïa per primera vegada la totalitat del seu llegendari concert al Royal Albert Hall de Londres el 14 de febrer de 1974.
El maig de 2020, en plena onada de la Covid-19, Petula Clark va presentar el senzill Starting All Over Again, amb música de David Hadzis i arranjaments de Michel Colombier. N'havia escrit la lletra arran de la tragèdia de l'11 de setembre a Nova York, però el text també sembla parlar de l'epidèmia de coronavirus que estava afectant el planeta.

### Vida privada
Casada el 1961 amb Claude Wolff, que s'encarregà de les relacions públiques dels discos de Vogue, visqué a París i ha tingut tres fills: Bàrbara, Catherine i Patrick. Des de 1967, viu a Ginebra.

## Versions dels seus èxits
El seu títol «Downtown», que és un èxit mundial, s'inclou a la sèrie de televisió americana Lost, a la sèrie de televisió American Horror Story i també a The X-Files. La melodia de «Downtown» també es pot sentir al començament de Les Dents de la mer 2, així com als crèdits finals de Une vie volée. També a l'inici de la pel·lícula An American Crime, i a Thirty Two Short Films about Glenn Gould, del quebequès François Girard. La mateixa Petula Clark va versionar la cançó «Downtown» amb nous arranjaments, al seu àlbum del 2013, Lost In you. La cançó és gairebé irreconeixible, amb arranjaments d'una gran dolçor, que li donen una nova vida.
L'any 2016, el grup de punk francès Colombey va recuperar el títol «La nuit n'en finit plus» en el disc Colombey.
El 2022, la cantant Anne Sila versionà «La Gadoue» durant una vetllada especial a M6 anomenada Bienvenue chez Les Bodin's.